# Mario Galinović
Mario Galinović (Zágráb, 1976. november 15. –) horvát válogatott labdarúgókapus.

## Sikerei, díjai
NK Osijek
- Horvát kupagyőztes (1): 1998–99

Panathinaikósz
- Görög bajnok (1): 2009–10
- Görög kupagyőztes (1): 2009–10